# Enoch Arden (pel·lícula de 1911)
 Enoch Arden  és una pel·lícula muda de la Biograph dirigida per D. W. Griffith i protagonitzada per Wilfred Lucas i Linda Arvidson. Basada en un poema homònim d’Alfred Tennyson (1864), es va estrenar en dues parts d’una bobina cadascuna el 12 i 15 de juny de 1911. Griffith ja havia filmat una primera versió del poema d’una bobina que va titular “After Many Years” (1908) i la present versió va constituir la primera pel·lícula de dues bobines filmada pel director.

## Argument
La primera part comença amb el compromís d'Enoch i Annie. Un cop casats, Enoch se sent desesperat per a seva incapacitat per fer front a les seves creixents obligacions familiars. Marxa a la Xina per aconseguir recuperar la seva fortuna però es troba una tempesta i el vaixell naufraga. Enoch amb dos companys són arrossegats a una illa tropical on queden atrapats. Mentrestant Annie manté l'esperança que un dia el seu marit tornarà. La primera part acaba quan Philip, un antic pretendent, mostra un interès amable per la petita família afligida.
La segona part comença uns quants anys més tard. Philip ha demanat la mà d'Annie però en principi ella es nega ja que manté l’esperança que Enoch un dia tornarà. Finalment, perdent tota esperança, acaba acceptant el casament pel bé dels seus fills. Es casen i ella té un nou fill. Mentrestant, un vaixell a la recerca d'aigua s'endinsa a l'illa i Enoch, ara sol ja que els seus companys han mort, és rescatat. A la seva tornada descobreix la realitat a casa seva i decideix que el continuïn considerant molt per al bé de la seva família.

## Repartiment
- Wilfred Lucas (Enoch Arden)
- Linda Arvidson (Annie Lee)
- Francis J. Grandon (Philip Ray)
- George Nichols (el capità)
- Edward Dillon (rescatador)
- Joseph Graybill (mariner mort)
- Grace Henderson (xafardera)
- Florence Lee (a la platja)
- Jeanie MacPherson (serventa)
- Alfred Paget (mariner naufragat)
- Blanche Sweet (a la platja)
- Robert Harron (fill adol·lescent)
- Florence La Badie (filla adol·lescent)
- William J. Butler (al bar)
- Guy Hedlund (en el vaixell de rescat)
- Dell Henderson (rescatador)
- Henry Lehrman (en el vaixell de rescat)
- W. C. Robinson (rescatador)
- Charles West (al bar)